# 堺市立日置荘小学校
堺市立日置荘小学校（さかいしりつ ひきしょうしょうがっこう）は大阪府堺市東区日置荘西町にある公立小学校。

## 沿革
- 1872年 - 啓蒙学館が創立
- 1873年 - 丹南郡丈六村第四番小学が開校。
- 1874年 - 河内国第百二十五番小学に改称。
- 1875年 - 丹南郡西村小学校に改称。
- 1896年 - 郡の合併により、南河内郡日置荘尋常小学校に改称。
- 1909年 - 現在地に移転。
- 1936年 - 南河内郡日置荘尋常高等小学校に改称。
- 1941年4月1日 - 国民学校令により、南河内郡日置荘国民学校に改称。
- 1943年 - 現在地に移転。
- 1947年4月1日 - 学制改革により、日置荘村立日置荘小学校に改称。
- 1951年9月1日 - 町制施行により、日置荘町立日置荘小学校に改称。
- 1958年10月20日 - 堺市への編入により、堺市立日置荘小学校に改称。
- 1980年 - 堺市立日置荘西小学校を分離。

## 通学区域
- 堺市東区 日置荘北町、日置荘西町1丁 - 3丁、日置荘原寺町（一部）。

卒業生は堺市立日置荘中学校に進学する。

## 交通
- 南海高野線 萩原天神駅 北へ約500m。